# Culicoides bromophilus
Culicoides bromophilus är en tvåvingeart som beskrevs av Jean-Jacques Kieffer 1922. Culicoides bromophilus ingår i släktet Culicoides och familjen svidknott.
Artens utbredningsområde är Österrike. Inga underarter finns listade i Catalogue of Life.